# Etióp uralkodók házastársainak listája

Az Etióp Császárság címere

Az etióp uralkodók házastársainak listáját tartalmazza az alábbi táblázat a kezdetektől 1975-ig.

## Salamon-dinasztia
| Képe                                                                                                   | Neve                                                                                                   | Apja                                                                                                   | Születése                                                                                              | Házassága                                                                                              | Uralkodói hitvessé válása (koronázása) | Uralkodói hitvesi terminus vége                                                                        | Halála                                                                                                 | Házastársa          |
| --- | --- | --- | --- | --- | --- | --- | --- | ------------------- |
| – | Mahtszanta császárné                                                                                   | ? | ? | ? | 1832. szeptember 10. férje trónra lépte | 1840. augusztus 29. férje trónfosztása                                                                 | 1840 után                                                                                              | Szahla Dengel       |
| – | Menen császárné                                                                                        | Liban Amade Kolasze imám                                                                               | 1800 körül Halima néven                                                                                | 1840. augusztus 30., Gondar                                                                            | 1840. augusztus 30., Gondar | 1841. október férje trónfosztása                                                                       | 1847. december                                                                                         | III. Johannész      |
| Felesége halála után nem nősült újra, másodszori uralkodása alatt nem volt uralkodói hitves 1841–1845  | Felesége halála után nem nősült újra, másodszori uralkodása alatt nem volt uralkodói hitves 1841–1845  | Felesége halála után nem nősült újra, másodszori uralkodása alatt nem volt uralkodói hitves 1841–1845  | Felesége halála után nem nősült újra, másodszori uralkodása alatt nem volt uralkodói hitves 1841–1845  | Felesége halála után nem nősült újra, másodszori uralkodása alatt nem volt uralkodói hitves 1841–1845  | Felesége halála után nem nősült újra, másodszori uralkodása alatt nem volt uralkodói hitves 1841–1845                                                   | Felesége halála után nem nősült újra, másodszori uralkodása alatt nem volt uralkodói hitves 1841–1845  | Felesége halála után nem nősült újra, másodszori uralkodása alatt nem volt uralkodói hitves 1841–1845  | Szahla Dengel       |
| – | Menen újra császárné                                                                                   | Liban Amade Kolasze imám                                                                               | 1800 körül Halima néven                                                                                | 1840. augusztus 30., Gondar                                                                            | 1845 férje másodszori trónra lépte | 1845 férje másodszori trónfosztása                                                                     | 1847. december                                                                                         | III. Johannész      |
| Felesége halála után nem nősült újra, harmadszori uralkodása alatt nem volt uralkodói hitves 1845–1850 | Felesége halála után nem nősült újra, harmadszori uralkodása alatt nem volt uralkodói hitves 1845–1850 | Felesége halála után nem nősült újra, harmadszori uralkodása alatt nem volt uralkodói hitves 1845–1850 | Felesége halála után nem nősült újra, harmadszori uralkodása alatt nem volt uralkodói hitves 1845–1850 | Felesége halála után nem nősült újra, harmadszori uralkodása alatt nem volt uralkodói hitves 1845–1850 | Felesége halála után nem nősült újra, harmadszori uralkodása alatt nem volt uralkodói hitves 1845–1850                                                  | Felesége halála után nem nősült újra, harmadszori uralkodása alatt nem volt uralkodói hitves 1845–1850 | Felesége halála után nem nősült újra, harmadszori uralkodása alatt nem volt uralkodói hitves 1845–1850 | Szahla Dengel       |
| Felesége halála után nem nősült újra, harmadszori uralkodása alatt nem volt uralkodói hitves 1850–1851 | Felesége halála után nem nősült újra, harmadszori uralkodása alatt nem volt uralkodói hitves 1850–1851 | Felesége halála után nem nősült újra, harmadszori uralkodása alatt nem volt uralkodói hitves 1850–1851 | Felesége halála után nem nősült újra, harmadszori uralkodása alatt nem volt uralkodói hitves 1850–1851 | Felesége halála után nem nősült újra, harmadszori uralkodása alatt nem volt uralkodói hitves 1850–1851 | Felesége halála után nem nősült újra, harmadszori uralkodása alatt nem volt uralkodói hitves 1850–1851                                                  | Felesége halála után nem nősült újra, harmadszori uralkodása alatt nem volt uralkodói hitves 1850–1851 | Felesége halála után nem nősült újra, harmadszori uralkodása alatt nem volt uralkodói hitves 1850–1851 | III. Johannész      |
| Felesége halála után nem nősült újra, negyedszeri uralkodása alatt nem volt uralkodói hitves 1851–1855 | Felesége halála után nem nősült újra, negyedszeri uralkodása alatt nem volt uralkodói hitves 1851–1855 | Felesége halála után nem nősült újra, negyedszeri uralkodása alatt nem volt uralkodói hitves 1851–1855 | Felesége halála után nem nősült újra, negyedszeri uralkodása alatt nem volt uralkodói hitves 1851–1855 | Felesége halála után nem nősült újra, negyedszeri uralkodása alatt nem volt uralkodói hitves 1851–1855 | Felesége halála után nem nősült újra, negyedszeri uralkodása alatt nem volt uralkodói hitves 1851–1855                                                  | Felesége halála után nem nősült újra, negyedszeri uralkodása alatt nem volt uralkodói hitves 1851–1855 | Felesége halála után nem nősült újra, negyedszeri uralkodása alatt nem volt uralkodói hitves 1851–1855 | Szahla Dengel       |
| – | Tevabecs királyné majd császárné                                                                       | Rasz Ali Alula Tekku                                                                                   | 1830                                                                                                   | 1848. január polgári szertartással 1854. szeptember 18., Amba Hera egyházi szertartással               | 1854. szeptember 19. férje királlyá válása 1855. február 8. férje trónra lépte császárként                                                              | 1858. augusztus 19.                                                                                    | 1858. augusztus 19.                                                                                    | II. Tevodrosz       |
| – | Terunis (Turan Vork) császárné                                                                         | Rasz Vube Hailé Mariam, Tigré és Szemian kormányzója                                                   | ? | 1860. február                                                                                          | 1860. február | 1861 válása                                                                                            | 1868. május 15.                                                                                        | II. Tevodrosz       |
| – | Dinkines császárné                                                                                     | Mircsa Volde Kidane                                                                                    | 1833                                                                                                   | 1866, Tigré                                                                                            | 1868. június 11. férje trónra lépte | 1871. július 11. férje trónfosztása                                                                    | 1907. augusztus                                                                                        | II. Tekle Gijorgisz |
| Felesége meghalt a trónra lépte előtt, uralkodása alatt nem volt uralkodói hitves 1871–1889            | Felesége meghalt a trónra lépte előtt, uralkodása alatt nem volt uralkodói hitves 1871–1889            | Felesége meghalt a trónra lépte előtt, uralkodása alatt nem volt uralkodói hitves 1871–1889            | Felesége meghalt a trónra lépte előtt, uralkodása alatt nem volt uralkodói hitves 1871–1889            | Felesége meghalt a trónra lépte előtt, uralkodása alatt nem volt uralkodói hitves 1871–1889            | Felesége meghalt a trónra lépte előtt, uralkodása alatt nem volt uralkodói hitves 1871–1889                                                             | Felesége meghalt a trónra lépte előtt, uralkodása alatt nem volt uralkodói hitves 1871–1889            | Felesége meghalt a trónra lépte előtt, uralkodása alatt nem volt uralkodói hitves 1871–1889            | IV. Johannész       |
| | Taitu császárné                                                                                        | Betul Hailé Mariam szemieni kormányzó                                                                  | 1851                                                                                                   | 1883. április 29.                                                                                      | 1889. március 9. férje trónra lépte 1889. november 5., Entotto-hegy koronázása                                                                          | 1913. december 12. férje halála                                                                        | 1918. február 11.                                                                                      | II. Menelik         |
| | Szabla Vangel császárné                                                                                | Hailu godzsami herceg                                                                                  | ? | 1910. április                                                                                          | 1913. december 12. férje trónra lépte | 1916. szeptember 27. férje trónfosztása                                                                | 1970                                                                                                   | V. Ijaszu           |
| | Gugsza a császárnő férje                                                                               | Vele Betul tigréi kormányzó, Taitu etióp császárné öccse                                               | 1877. április                                                                                          | 1900. április                                                                                          | 1916. szeptember 27. felesége trónra lépte Hivatalosan sohasem váltak el, de feleségétől eltávolították, és nem léphetett be a fővárosba.               | 1930. március 31.                                                                                      | 1930. március 31.                                                                                      | I. Zauditu          |
| | Menen királyné majd császárné                                                                          | Aszfa Mikael, Ambasszel ura (dzsantirar)                                                               | 1889. március 25.                                                                                      | 1911. július 30., Harar                                                                                | 1928. október 7. férje királlyá koronázása Zauditu császárnő kezei által 1930. április 3. férje trónra lépte 1930. november 2., Addisz-Abeba koronázása | 1936. május 2. férje trónfosztása                                                                      | 1962. február 15.                                                                                      | I. Hailé Szelasszié |

## Savoyai-dinasztia
| Képe | Neve                            | Apja                         | Születése       | Házassága               | Uralkodói hitvessé válása (koronázása) | Uralkodói hitvesi terminus vége                                                           | Halála             | Házastársa               |
| ---- | ------------------------------- | ---------------------------- | --------------- | ----------------------- | -------------------------------------- | ----------------------------------------------------------------------------------------- | ------------------ | ------------------------ |
|      | Petrović-Njegoš Ilona császárné | I. Miklós montenegrói király | 1873. január 8. | 1896. október 24., Róma | 1936. május 9. férje trónra lépte      | 1941. május 5. férje trónfosztása 1943. szeptember 3. férje lemond etióp császári címéről | 1952. november 28. | I. (III.) Viktor Emánuel |

## Salamon-dinasztia
| Képe | Neve                                            | Apja                                     | Születése         | Házassága                      | Uralkodói hitvessé válása (koronázása)                                 | Uralkodói hitvesi terminus vége                                                                             | Halála            | Házastársa                         |
| ---- | ----------------------------------------------- | ---------------------------------------- | ----------------- | ------------------------------ | ---------------------------------------------------------------------- | --- | ----------------- | ---------------------------------- |
|      | Menen újra császárné                            | Aszfa Mikael, Ambasszel ura (dzsantirar) | 1889. március 25. | 1911. július 30., Harar        | 1941. május 5. férje restaurációja                                     | 1962. február 15.                                                                                           | 1962. február 15. | I. Hailé Szelasszié                |
| –    | Medferias Vork királyné majd címzetes császárné | Abera Damtu                              | 1925              | 1945. április 8., Addisz-Abeba | 1974. szeptember 12. férje trónra lépte a távollétében királyi rangban | 1975. március 21. férje trónfosztása 1975. augusztus 27. férje címzetes császárrá válik az apja halála után | 2009. március 13. | Aszfa Vosszen (I. Amha Szelasszié) |